# 公正与建设党
公正与建设党 或 正义与建设党， 公正与发展党 （阿拉伯语：‎，羅馬化：Hizb Al-Adala Wal-Bina）是一个利比亚伊斯兰主义政党，由穆斯林兄弟会成员于2012年3月3日在的黎波里创建成立。

## 历史
穆斯林兄弟会利比亚分支创建于1949年。然而由于一直受到统治当局压迫，它直到利比亚内战后该组织才正式得以运作。2011年11月17日，该组织举行了首次会议，当时组织的领导人苏莱曼·阿卜杜勒卡德与突尼斯的拉希德·加努希均有参加。2011年12月24日，该组织宣布将筹建政党，以参加2012年举行的议会选举。
2012年3月3日，公正与建设党正式宣布建立。发言人Mohamed Gaair说，有超过18个城市的1400位代表参加了在首都的黎波里召开的会议。来自于米苏拉塔的前政治犯穆罕默德·索万被选为该党领导人。Gaair 表示，有许多兄弟会成员以前都被关押或流亡过。而在2011年的内战中，尽管有兄弟会成员参加过反抗卡扎菲的战争，不过全国过渡委员会中并没有一位兄弟会人士。一些参与过2011年革命的领导人是该组织和政党的支持者，还有一些成员是在战争结束后回国的海外国民。据报道，该党是利比亚最具组织力的党派力量，类似于埃及的自由与正义党。

## 政治理念
发言人Mohamed Gaair表示，该党将寻求“建设安全与稳定的社会，作为一个新的政党，我们会根据伊斯兰教的基本原则行事，不过这并不意味着政治宗教化，例如禁止妇女离家是不合理的。”

## 领导人
来自米苏拉塔的 Mohamed Sowan 是该党领导人，Mohamed Gaair 是该党的发言人。

## 议会选举
在2012年利比亚国民议会选举中，该党赢得21.3%的政党得票率，获得17个政党席位，成为仅次于全国力量联盟的第二大党。